# 唐廷桂
唐廷桂（1828年12月23日-1897年7月6日），字建安，号茂枝，曾用名植、亚植、阿植、国华、阿七等，生于广东省香山县唐家村（今广东省珠海市唐家湾镇）。 学界习称之“唐廷植”，实因1971年香港史专家施其乐（Carl T. Smith）撰写唐廷桂、唐廷樞和唐廷庚兄弟传记，将唐廷桂误写成“唐廷植”，从此以讹传讹。 
唐廷桂是早期美国华侨领袖，更是中国近代化的重要推动者之一，被十九世纪八十年代舆论界誉为“在上海中外贸易史上扮演了一个重要角色，称得上是依照外国方式开创和发展商业的进步群体中的带头人”。 
唐廷桂少年时期入读澳门马礼逊学堂，后随校转往香港就读，是晚清第一批接受西式教育的中国人。1852年前往美国营生时被推选为旧金山华商公所总董，成为当地华侨领袖。1857年回国，后充任江海关首席翻译，得到海關總稅務司赫德（Sir Robert Hart）的嘉许。1862年，协助胞弟唐廷枢编撰第一部以“英语”命名的汉英词典《英语集全》。1871年任天津怡和洋行买办。1873年，接掌唐廷枢所任上海怡和洋行总买办之职，直至去世，长达24年之久。期间积极参与轮船招商局、开平矿务局等近代实业的创办与管理工作，是洋务运动的重要参与者之一；他还大力发展民族工商业，被誉为中国近代工商业的先驱；同时还积极投身社会公益慈善事业，推动了中国慈善事业的近代化。1897年7月6日，唐廷桂在上海病逝。
唐廷桂有一妻四妾，育三子一女。家族繁衍，生生不息，后人散布世界各地，多有成就。

## 人物生平

### 港澳求学
1828年12月23日，唐廷桂生于广东香山唐家村。1839年，由父亲唐宝臣送往澳门马礼逊学堂上学，成为晚清第一批接受西式教育的中国人。校长布朗先生为他取英文名字Achik，后又作Achick或Chik，中文译名为亚植、阿植、植或阿七。唐廷桂学习勤奋，成绩优秀。后来他的两个弟弟唐廷枢和唐廷庚，以及同乡容闳、黃寬、黄胜等也先后入读此校。1842年，马礼逊学堂迁往香港，唐廷桂随往就读。1843年，英国在上海设立领事馆，翻译人才奇缺，唐廷桂被派往上海充当翻译，1845年返校。1847年，唐廷桂出任香港地方法院通译。   1849年，马礼逊学校停办，他转学到香港圣保罗书院，并在此受洗信教。  在校期间，唐廷桂习得一口流利的英语，为其将来的事业打下了坚实基础。

### 美国营生
1851年，唐廷桂随叔父前往美国加利福利亚开创自己的事业。在他离开香港时，香港主教为他写了一封热情洋溢的推荐信给加利福利亚的基督教领袖。1852年，唐廷桂到达美国，先是在加利福利亚的教会工作，后积极投身各种商业和外交活动，被推举为旧金山香山同乡会阳和会馆领袖。1852年旧金山爆发排华运动，1854年加州又掀起新的排华浪潮。唐廷桂挺身而出，多次与政府交涉，运用美国法律为华人声讨公道。因多次为华侨华人争取利益，唐廷桂被推选为旧金山华商公所总董。他在任期间，为旧金山的华人华侨提供了许多帮助，  还将美国政府有关法律译成中文，以方便华工、华侨阅读。  1857年，唐廷桂离开美国回国。

### 充任江海关首席翻译
1862年，唐廷桂以唐国华之名接替其胞弟唐廷枢在上海江海关的工作，担任首席翻译。时任中国海关总税务司的英国人赫德（Robert•Hart），据其英文名Achick的谐音称他为阿七。赫德对唐廷桂精湛的英语水平及其个人品格和经商能力颇为欣赏，并很快予以重用，把他内定为两名候选的华人税务司之一。期间，唐廷桂还参与编撰六卷本的汉英词典《英语集全》。  他任职江海关时，曾受人陷害而入狱，不过很快获得自由。后来厌倦官场生活，离开了江海关。

### 担任怡和洋行买办
唐廷桂离开江海关后，弃用唐国华之名，用回原名唐廷桂，同时也使用其号唐茂枝（英文译为Tong Mow Chee）。1871年，他开始在天津怡和洋行从事买办工作。1873年，其胞弟唐廷枢受李鸿章之委担任轮船招商局总办，退出怡和洋行，唐廷桂随即到上海接替了唐廷枢的位置，出任怡和洋行总买办，直至1897年逝世，时间长达24年之久。他任职怡和洋行期间，怡和的业务有了很大的发展，位居在华洋行首位，素有“洋行之王”的称号。

### 参办洋务和发展民族工商业
其胞弟唐廷枢先后担任轮船招商局和开平矿务局的总办，但经营困难重重，为此唐廷桂从一开始就给予了大力的支持。他除了担任怡和洋行总买办外，还投资轮船招商局，任局董；1883年，唐廷枢出国考察时，轮船招商局的经营就由唐廷桂接替。同时，他还为开平煤矿筹措资金，帮助唐廷枢度过难关。此外，他还附股投资烟台纩丝局、上海玻璃公司等，促进了中国民族工商业的发展。  与此同时，他热心公益慈善事业，是许多慈善机构的领导成员。1897年7月6日，唐廷桂在上海病逝。8月31日，上海《北华捷报》（《The North-China Daily News》）刊登专文《TONG MOW-CHEE先生的葬礼》（英文名为《THE OBSEQUIES OF THE LATE MR. TONG MOW-CHEE》）予以悼念。  9月3日，《北华捷报及最高法庭与领事馆杂志》（《The North-China Herald and Supreme Court & Consular Gazette》）全文转载以示敬意。

## 主要成就

### 早期美国最年轻的华侨领袖
19世纪50年代，大批华人前往旧金山采矿，不可避免地与当地土著居民产生矛盾，旧金山随后爆发排华运动。唐廷桂凭借其优秀的英语能力以及对西方文化的了解，代表旧金山华人致函州长，并在《纽约每日论坛》发表文章，  称华人为美国西部开发以及美国经济发展做出了巨大贡献，以此驳斥排华法案的错误。加州议会最终否决了该法案，广大采矿华工和华侨商人的合法权益得到保护。经此一役，唐廷桂声名大噪，在美国华侨华人中赢得了很高的荣誉，被推选为旧金山华商公所总董，成为当地华侨领袖，时年24岁。1854年，加州又掀起新一轮的排华浪潮，要求向旧金山所有华人征收人头税，以此限制中国移民。美国国务院为此特邀唐廷桂前往华盛顿共商解决之法，最后也得到了妥善处理。唐廷桂为美国华侨华人所做的贡献，在大洋两岸的东西方人士之间广泛传颂。25年后，当其子唐杰臣在美留学时，还听到当地华侨对他父亲的赞扬，也曾看到美国纽约博物馆挂着纪念他父亲的画像。

### 参与编撰中国第一部以“英语”命名的汉英词典
唐廷枢为了满足社会各界对英语学习的需求，决定编撰一部汉英词典。他大约从1858年开始编撰，至1862年最终完成。唐廷桂以其深厚的英语功底，参与了该六卷本汉英词典的校阅和订正工作，大大提高了词典的质量。  该词典原名为《华英音释》，英文名为The Chinese and English Instructor，粤语名为Ying Ủ Tsap Ts‘un，出版时中文名称又改为《英语集全》。词典正文卷端题曰：“英语集全卷一 羊城唐廷枢景星甫著 兄植茂枝 弟庚应星參校 陈恕道逸溪 廖冠芳若溪仝订”。  词典正文1048页，基础词汇分53门，合122类，收词汇、短语、简单句子9100个以上。《英语集全》是兼具词典和教科书性质的综合性著作。书中英文表达正确，兼具口语和书面语，标志着中国人学习英语语言知识的第二个历史阶段的开端，是当时教授正规英语最好的教材，被称作第一部由中国人自己编撰的以“英语”命名的汉英词典。

### 洋务运动的重要参与者
自1873年唐廷枢开始经营轮船招商局，唐廷桂就给予了大力的支持。唐廷桂除了担任怡和洋行总买办外，他还投资轮船招商局，任局董。1883年，唐廷枢为航务和商情出国考察时，轮船招商局的经营就由唐廷桂接替，直至唐廷枢回国，将近两年时间。1876年，唐廷枢又被李鸿章委任为开平矿务局总办，但一开始就面临经济困难。唐廷桂四处活动，凭借其“巨大势力和努力奔走”，几年内为开平矿务局筹集了100万两资金，解决了办矿困难。1890年，唐廷枢又奉李鸿章札委接办香山天华银矿，所有公文账箱尽交唐廷桂保管。

### 中国民族工商业先驱之一
唐廷桂在担任怡和洋行总买办之余，还积极附股投资中国民族工商业。1874年，他附股华海轮船公司，1881年和1882年，又附股烟台纩丝局并担任公司总董、附股中国玻璃公司并担任董事局主席、附股上海电光公司并担任华人股东代表、附股上海荣泰驳船行等，他又是上海火烛保险公司的首董，  他还向上海地方当局建议，把自来水引进城区。他的上述努力，推动了我国近代早期民族资本主义的发展，被誉为中国民族工商业的先驱之一。

### 推动中国慈善事业的近代化
唐廷桂热衷公益事业由来已久。1852年，他在美国时就是慈善机构阳和会馆的领袖，同时他还积极募捐，为当地修建了一座教堂。1873年，上海成立广东同乡会馆广肇公所时，他担任首董，捐银万余两以充会馆活动之需。1878年，与唐廷枢奉母命赈济山西饥荒有功，获光绪帝赏建“乐善好施”牌坊于家乡。1880年，湖广总督李鸿章以运粮案为其奏请三品衔。1885年，为抗击法国军队入侵广西，唐廷桂向广西捐赠款项购买军火，获授二品红翎顶戴。他还兴办教育，是上海理工学校（后称格致书院）的创始人之一，并积极支持建立新式医院，是上海高易赈所、元济善堂、广肇公所内协赈所、广益善堂等慈善机构的董事或主事。他积极投身华人公益慈善事业，推动了中国慈善事业的近代化。  
值得一提的是，唐廷桂在上海期间，曾与商界头面人物公开致函租界工部局，反对在租界公园设置华人进入公园的侮辱性标识，维护了中国人的尊严。

## 个人作品

### Chinese Government
这是一篇题为《中国政府》的文章，写于1845年，载于《中国丛报•马礼逊学校年报》。  据香港史专家施其乐推测，这篇文章是唐廷桂在马礼逊学校就读时所写。由于唐廷桂1843-1845年间在上海英国领事馆担任翻译，对中国政府多有了解，因此才能在其18岁时就对中国政府有如此深刻的认识。

### Letter of the Chinamen to His Excellency Governor Bigler
这是唐廷桂在美国期间写给州长毕格勒的公开信《华人致加州州长毕格勒阁下的一封信》， 写于1852年，载于报纸《Sacramento Daily Union》。在早期美国华人文学作品中，此信无论在思想内容或风格特点方面都极具代表性，在早期美国华人文学中占有重要地位。

### 《采金条规》
这是唐廷桂翻译的美国金山颁布的《采金条规》，载于《遐迩贯珍》（1853年8月第一号）。 这仅是唐廷桂翻译的众多文章中的一篇。

## 史书记载

### 《张文襄公奏议》
《张文襄公奏议》由清朝重臣张之洞撰写，在该书卷九奏议九中详细记载为抗击法国军队入侵广西，唐廷桂向清政府捐赠军火的史实：“原奏內稱，前招商局唐廷庚，以越南招商局為法人所毁，捐辦槍礮若干助粤西軍用。張樹聲託以山路難運，扣留不發一條。查有候選道唐廷桂報効廣西軍火，經撫臣倪文蔚前在西撫任內，會同該前督奏。該道報捐德國克鹿卜後膛銅礮六尊、礮子九百六十顆，英國皮利後膛槍二百枝、槍子十萬顆，法國來福前膛槍一千一百六十枝，美國士兵令馬槍五百枝、四開金底銅帽一百萬顆，經西省委員赴滬，由海道運至東省。據禀，礮身太重，梧、潯以上河灘水淺，轉運艱難；出闗山路崎嶇，礮車亦不能行。當經該前督商明西撫臣倪文蔚，將礮六尊留東配用，其餘槍械均運至梧州，轉運關外，並無扣留不發之事。此外，另解士乃打槍二千枝並子藥、水雷等件，運交前撫臣徐延旭應用。有案可稽。” 

### 《彭刚直公奏稿》
《彭刚直公奏稿》由清朝总督彭玉麟撰写，该书也记录了唐廷桂在中法战争中的捐赠事迹，记述内容与《张文襄公奏议》相同。

### 《徐愚斋自叙年谱》
《徐愚斋自叙年谱》由唐廷桂同乡、著名买办徐润编撰。徐润在其年谱中多有关于唐廷桂的记载。如同治十一年时创建广肇公所的情形：“创议成立广肇公所缘起……唐茂枝（唐廷桂）、韦文圃、周云甫诸君与余复议创集同乡三益会，陆续筹还抵欵，此后凡广肇两府之事俱归公所经理，联乡里而御外侮，公益诚非浅焉。”  又光绪十六年唐廷桂保管香山天华银矿公文账本之事：“奉两广督宪李札委会办香山县天华银矿，此矿由唐景翁接手，会同何昆山诸公开办……唐景翁将何昆山发回股票八万元交回李手，其余公文帐箱尽交唐茂枝翁。” 

### 《三洲日记》
张荫桓是清朝大臣，在任期间曾前往英国、法国、德国、俄国、美国等国游历，后写就《三洲日记》。该书卷七记载唐廷桂的慈善义举：“陈蔼亭电正月六日抵沪，诸事办妥，云：西人好善者合唐茂枝（唐廷桂）等，设局上海，集捐以赈沿河灾民，贻书相吿，当与参赞各员商之也。” 

## 家庭情况
父亲唐宝臣，字广善，因其子功勋卓著，先后诰封朝议大夫、诰赠荣禄大夫。唐宝臣平生好善，多次为家乡、族人捐资捐物；又具远见，鸦片战争前后送其三子前往澳门马礼逊学堂接受西式教育。
母亲梁氏，因其子功勋卓著，先后诰封淑人、一品夫人。梁氏慎德温和，尤好施舍，多助乡人和族人，率先实行用义田供养族中孤寡残疾人。  又，光绪四年山西饥荒，遂命其子唐廷桂、唐廷枢赈之，李鸿章奏请奉旨赏建“乐善好施”牌坊。
弟唐廷枢（1832-1892），字建时，号景星，别号镜心。早年在澳门马礼逊学堂求学，后入怡和洋行充当买办。李鸿章办理洋务时，委以重任，先后担任轮船招商局和开平矿务局总办。唐廷枢是中国近代史上著名的洋行买办，是清末洋务运动的重要参加者，对创办近代民族实业，推动民族经济发展有过重要的贡献。
弟唐廷庚（1835-1896），字建廉，号应星。早年也在马礼逊学堂求学，后长期担任招商局广东、上海、福州分局总办。
唐廷桂娶纳一妻四妾，育三子一女。长子（嗣子）唐荣俊，字秀兴，号杰臣，13岁入选为中国第四批幼童留美学习，1895年接任其父怡和洋行总买办之职。历任上海自来水公司总董、上海商业会议公所总董、广肇公所总董，并参与“天道会”、“尚贤堂”等公益机构的筹建。又开创运河轮船运输，开办新式医院和学堂，倡导科学技术活动。  次子唐荣琦，三子唐梓兴。
唐廷桂家族繁衍，后裔广布，多有成就。其中，孙子唐康年、唐康泰留学美英，孙女唐金环嫁外交家施肇基、唐金镛嫁与胡适同期的“庚款状元”杨锡仁，曾外孙黄檀甫为南京中山陵设计师，曾孙唐力行为纽约大学教授、英语教育专家，曾孙女唐桂芬为美国著名建筑师，玄孙唐嘉乐现任澳门科技大学副校长。

## 轶事典故

### 唐廷桂与江南制造总局的创办
唐廷桂担任江海关首席翻译时，李鸿章在上海开始了轰轰烈烈的洋务运动。为了有效推进洋务运动，李鸿章奏调丁日昌来沪，主持军火采购并筹建炮局。丁日昌以为淮军办军火为名，多向香山买办勒捐筹钱。宝顺洋行买办徐昭珩（徐润叔伯，广东香山人）就是其勒捐对象之一。而此时声著沪上华洋两界的唐氏家族，最终也难避丁日昌的勒捐。
1864年9月，唐廷桂因“私收海关已裁陋规”而获罪，办案之人正是当年6月接手署任沪道兼江海关道的丁日昌。海关总税务司赫德在其日记中对此事有较为详细的记载。关于唐案的起因，赫德曾向李鸿章做过陈述：“以上海华商贸易半系自雇洋船，立具合同并保险凭据必讬通事代为翻译洋字，由华商自行酌送银两酬劳”。  赫德作为清政府的客卿，一方面要认可该案的正当性，但另一方面，他认为“中国到处都有（花和蓟）两种形式的勒索”，以及对唐廷桂“在其他方面是一个好的重要雇员”的认知，又令他不能不质疑唐案的正当性。1865年4月，赫德的日记又对唐案做了记录，不过此时赫德的认知发生了重大变化，该案的正当性已被颠覆。因为政府凭借该案对唐氏家族实施“直截了当的勒索”的动机日趋明朗，而且李鸿章尤不屑于掩饰这样的动机，李鸿章在其奏折《置办外国铁厂机器折》及附《唐国华（唐廷桂）赎罪片》称：“唐国华出银二万五千两，同案另两犯张灿、秦吉各出银七千五百两，共银四万两，合办洋铁厂一座赎罪” ， 唐案由此了结。洋铁厂即美商旗记船厂，后改建为江南制造总局。
唐廷桂案从案发到定罪，其中丁日昌故意且有谋的成分居多。因此该案之属性，与其归于唐廷桂罪有应得，不若归于官方借罪勒捐，其矛头所向亦非唐廷桂个人，而在唐氏家族，尤其作为该家族的代表人物怡和洋行总买办唐廷枢。  虽然唐廷桂遭受了不白之冤，不过他的不幸却为中国近代化做出了重大贡献。唐廷桂以成功购得美商旗记船厂作为赎罪的筹码而获得了自由，这个美商旗记船厂就是后来大名鼎鼎的江南制造总局。唐廷桂以一个“戴罪之身”立功，使“购厂赎罪”成为了一段佳话，顿时名扬上海。

### 唐廷桂与“华人与狗不得入内”事件
上海外滩公园建成后，并没有公开挂牌禁止华人入内，但工部局授令巡捕，禁止衣冠不整的下等华人入园的事情是常有的。1881年，租界当局改变了政策，禁止所有华人进入，此举激怒了居住在租界的华人领袖。1881年4月6日，颜永京、唐茂枝（唐廷桂）、陈辉廷、陈霭亭等人联名致函工部局总办交涉，对此规定提出了质疑：“我等为租界内之居民及纳税人，今请问阁下，华人进入公家花园有何规限？此等消息，不见官方有任何告示。华人入园，我等屡见不鲜。然昨有人企图进入，却遭守门巡捕阻止”。不久，作为变通办法，唐茂枝等人提出了有限制地向上等华人开放公园的建议，并得到采纳。  但是到了1885年，外滩公园游览规则告知牌中明文规定禁止华人入内：“一，脚踏车及犬不准入内......五，除西人之佣仆外，华人一概不准入内……。”  同年11月25日，唐茂枝、谭同兴、陈咏南、李秋坪、吴虹玉、唐景星、颜永京、陈辉庭等上海上层华商联名具函继续抗争，要求与西人同等待遇，  然而工部局并没有从根本上改变做法。至1889年，唐茂枝等人联名禀请上海道龚照瑗，要求政府出面与工部局交涉，龚照瑗赞同唐茂枝等人的意见，将信转给工部局，并从土地主权、公园资金来源、种族平等的角度, 表示公园应该对华人开放。此后，工部局部分地采纳了唐茂枝等人的建议，酌发华人游园证，每证限用一星期。
虽然到现在为止，“华人与狗不得入内”这个牌子的真实性还有待考察，但是以唐廷桂为首的上层人士为了维护民族尊严而进行不懈抗争的精神值得我们学习，永远激励着我们。

## 資料來源
1. ↑  唐乡贤祠族谱 香山房，https://www.familysearch.org/ark:/61903/3:1:3QS7-99CT-FS15?i=487&cat=2156477
2. ↑  陈晓平，慈善家唐廷桂与“华人不得入内”， https://www.thepaper.cn/newsDetail_forward_1973991 （页面存档备份，存于）
3. ↑  唐绍明. 唐廷植——近代工商业的开拓者. http://zhengxie.zhxz.cn/zxwx/xzws/200808/t20080829_137401.html （页面存档备份，存于）
4. 1 2 3 4 5  珠海市图书馆，历史名人，唐廷植(1828-1897)，http://www.zhlib.com.cn/zhmrinfo.asp?id=25 （页面存档备份，存于）
5. ↑  陈晓平：慈善家唐廷桂与“华人不得入内”，https://www.thepaper.cn/newsDetail_forward_1973991 （页面存档备份，存于）
6. ↑  广东省地方志，名人传略（第5页），唐廷植， http://www.gd-info.gov.cn/books/1145/282.html （页面存档备份，存于）
7. ↑  唐廷植 // 黎细玲编著，《珠海人物》，北京：中国文史出版社, 2016.11.http://book.duxiu.com/bookDetail.jsp?dxNumber=000030242510&d=BCA9F7180F0FE3189008E510DA8B8490&fenlei=110903&sw=9787503483240
8. ↑  珠海市图书馆，历史名人，唐廷植(1828-1897)， http://www.zhlib.com.cn/zhmrinfo.asp?id=25 （页面存档备份，存于）
9. ↑  1897年8月31日，刊登于《北华捷报》（《The North-China Daily News》）纪念唐廷桂的专文《TONG MOW-CHEE先生的葬礼》，http://www.cnbksy.com/search/detail/ed85b694675583d628270baeea84b7d689a35ec6888ca7a4760062018a4ad37c/1/5b1a0be523b099213c335c70 （页面存档备份，存于）
10. ↑  1897年9月3日，《北华捷报及最高法庭与领事馆杂志》（《The North-China Herald and Supreme Court & Consular Gazette》）全文转载了《北华捷报》纪念唐廷桂的专文，http://www.cnbksy.com/search/detail/6b5dfb32b6da66f425f1b88a1a969f30713c2f6aed9a039ec784258d5635d5f2/1/5b1a0be523b099213c335c70 （页面存档备份，存于）
11. ↑  唐廷桂撰写的发表在报纸《Sacramento Daily Union》上的文章《Letter of the Chinamen to His Excellency Governor Bigler》，https://cdnc.ucr.edu/cgi-bin/cdnc?a=d&d=SDU18520508.2.7 （页面存档备份，存于）
12. ↑  珠海侨网，华侨人物唐廷植(1828-1897)，https://web.archive.org/web/20150402124410/http://www.zhqiao.net/huaqiao/hqShow.aspx?sshowid=4&ttid=90
13. ↑  孙中山故居纪念馆，中山文献，英语集全六卷，http://www.sunyat-sen.org/html/ZsDocuments/Volumes/z38/z3811.htm （页面存档备份，存于）
14. ↑  香港大学图书馆，英语集全简介， https://lib.hku.hk/sites/all/files/files/hkspc/focusJan2005-chi.pdf （页面存档备份，存于）
15. ↑  汪敬虞，从唐氏三兄弟的历史看近代中国资产阶级的产生，近代中国, 2002，http://cpfd.cnki.com.cn/Article/CPFDTOTAL-SSZS200212001008.htm （页面存档备份，存于）
16. ↑  工商先驱唐廷植 // 杨静仪著，珠海历史名人故事集[M]，北京：大众文艺出版社, 2009.04，http://book.duxiu.com/bookDetail.jsp?dxNumber=000006860098&d=CF4DBEE09593B98007034C893569715B&fenlei=11090303&sw=9787802403444
17. ↑  唐廷植 // 黎细玲编著，香山人物传略3，北京：中国文史出版社, 2014.08，http://book.duxiu.com/bookDetail.jsp?dxNumber=000030045076&d=C1163672DD84177451941904278CA587
18. 1 2 3  熊月之，外争权益与内省公德——上海外滩公园歧视华人社会反应的历史解读，http://www.cqvip.com/read/read.aspx?id=25805266 （页面存档备份，存于）
19. ↑  中国丛报，广西师范大学出版社, 2009. https://book.douban.com/subject/3250197/ （页面存档备份，存于）
20. ↑  唐廷桂撰写的发表在报纸《Sacramento Daily Union》上的文章《Letter of the Chinamen to His Excellency Governor Bigler》， https://cdnc.ucr.edu/cgi-bin/cdnc?a=d&d=SDU18520508.2.7 （页面存档备份，存于）
21. ↑  尹晓煌，精编美国华裔文学史 中文版[M]，天津：南开大学出版社, 2016，第8页
22. ↑  香港公共图书馆，香港旧报纸，遐迩贯珍（1853-08），https://mmis.hkpl.gov.hk/web/guest/old-hk-collection （页面存档备份，存于）
23. ↑  （清）张之洞，张文襄公奏议，https://ctext.org/library.pl?if=gb&file=21241&page=19&remap=gb （页面存档备份，存于）
24. ↑  （清）彭玉麟，彭刚直公奏稿，https://ctext.org/library.pl?if=en&file=106259&page=678&remap=gb （页面存档备份，存于）
25. 1 2  （清）徐润，徐愚斋自叙年谱，https://ctext.org/library.pl?if=gb&file=94825&page=37&remap=gb （页面存档备份，存于）
26. ↑  （清）张荫桓，三洲日记，https://ctext.org/library.pl?if=gb&file=22507&page=104&remap=gb （页面存档备份，存于）
27. ↑  珠海唐家湾老祠堂发现两块古碑 记录一百多年前唐廷枢家族的慈善事业，http://baijiahao.baidu.com/s?id=1571173901616949&wfr=spider&for=pc
28. ↑  中共珠海市委历史人物，唐廷植，http://www.zhsw.gov.cn/sqjj/lsrw/201012/t20101216_178166.html （页面存档备份，存于）
29. ↑  易惠莉，同治初年清政权的中兴与旅沪香山买办之关系——围绕旅沪香山买办向政府捐纳的考察（273页），http://www.doc88.com/p-7778965081363.html （页面存档备份，存于）
30. ↑  赫德日记：赫德与中国早期现代化，北京 : 中国海关出版社, 2005，http://book.duxiu.com/bookDetail.jsp?dxNumber=161000026417&d=BABBB22513E97C13F391998021259C96&fenlei=11090405&sw=9787801651570
31. ↑  易惠莉，同治初年清政权的中兴与旅沪香山买办之关系——围绕旅沪香山买办向政府捐纳的考察（278页），http://www.doc88.com/p-7778965081363.html （页面存档备份，存于）
32. ↑  易惠莉，同治初年清政权的中兴与旅沪香山买办之关系——围绕旅沪香山买办向政府捐纳的考察（279页），http://www.doc88.com/p-7778965081363.html （页面存档备份，存于）
33. ↑  上海市地方志办公室，公共租界工部局巡捕房章程，http://www.shtong.gov.cn/newsite/node2/node2245/node63852/node63965/node64503/node64511/userobject1ai58051.html （页面存档备份，存于）
34. ↑  上海市地方志办公室，唐茂枝等八人致工部局秘书函(译文)，http://www.shtong.gov.cn/Newsite/node2/node2245/node69854/node69868/node70028/node70035/userobject1ai69755.html （页面存档备份，存于）